# Вільгельм Раабе
Вільгельм Раабе (нім. Wilhelm Raabe; 8 вересня 1831, Ешерсгаузен — 15 листопада 1910, Брауншвейг
) — німецький письменник, спершу відомий під псевдонімом Якоб Корвіна (нім. Jakob Corvinus). Представник поетичного реалізму, займався соціальною тематикою.

## Біографія
Вільгельм Раабе ввійшов у літературу з ідилією "Die Chronik der Sperlingsgasse" (1857) та фантастичними оповіданнями "Halb Mehr, halb Mehr" (1859).
У наступні 35 років Раабе написав більше двох десятків популярних романів. У своїх творах (романи "Der Hungerpastor", "Abu Telfan", "Der Schüdderump") Вільгельм виявляє багато гумору і поєднує прагнення до справжнього реалізму зі схильністю до фантастичної винахідливості задуму.
У своїх пізніших творах ("Pfisters Mühle"," Stopfkuchen") Раабе захоплюється химерністю стилю. Інші відомі твори письменника: "Ferne Stimme" (1865), "Horacker" (4 вид., 1891), "Prinzessin Fisch" (1883), "Gesammelte Erzählungen" (1896) та ін.

## Визнання
Зображений на поштовій марці НДР 1981 року. Засновано літературну Премію імені Вільгельма Раабе.

## Українські переклади
- Вільгельм Раабе. Чорна галера. Повість. Пер. з німецької О. Логвиненко. – Київ, 2003.